# Babalawo

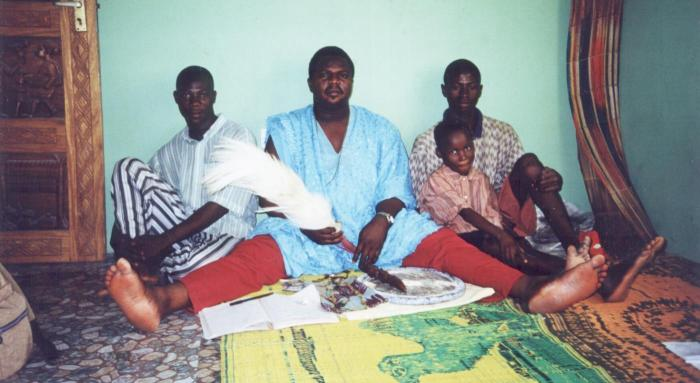
Ein Babalawo

 Babalawo oder Babalaô (von Yoruba: babaláwo= ‚Vater der Geheimnisse‘) [babala:'o] ist ein Sammelbegriff für die Priester, Geisterbeschwörer und Kräuterheiler der Yoruba in Westafrika. 
Der Begriff erfasst ganz unterschiedliche Personen und Tätigkeiten, von Orakelauslegern über Initiationspriester bis zu Heilpflanzenexperten, die in ihrer Tätigkeit an keinen bestimmten Kult gebunden sind. Die negative Einschränkung auf Magier, die sich mit Schadenzauber befassen, kam erst in den 1980er Jahren mit der zweiten Welle der Christianisierung in Afrika auf. Der entsprechende Begriff bei den Igbo heißt Dibia.
Babalawo werden auch die Priester des Orunmila-Ifa eines Orixá (= Gottheit des Candomblé-Kultes) in Brasilien genannt, sowie die Priester der  Yoruba in Kuba.